# Rompope
Il rompope è un liquore preparato con tuorli d'uovo, vaniglia, cannella, mandorla macinata, latte, zucchero e alcool. I tuorli danno al composto un colore tendente al giallo. È un liquore tradizionale del Messico, dove in origine veniva prodotto nei conventi della città di Puebla.
La parola "rompope" deriva dalla parola rompon, che si usava per descrivere la versione spagnola di eggnog (bevanda a base di latte e uova tipica delle feste natalizie in America) arrivata in Messico. La versione spagnola utilizza il rum come ingrediente principale, da qui l'origine delle parole rom-pon e rom-pope.